# Розета (град)
Розета или Рашид (арап. رشيد) лучки град на средоземној обали Египта. Налази се на западном рукавцу делте Нила, 65 km источно од Александрије, у Губернији Бухејра. Розета има око 70 хиљада становника. 
Град је основан 870. године близу древног насеља Болбитина. Добио је на значају после османског освајања у 16. веку. Овај период је окончан када је Александрија доживела ренесансу у 19. веку. Чувени Камен из Розете је пронађен 1799. седам километара северно од града. Пронашли су га француски војници из експедиције Наполеона Бонапарте. 